# Cimetière de Chirokaïa Retchka
Le cimetière de Chirokaïa Retchka (Широкореченское кладбище) est le cimetière le plus grand de la ville d'Ékaterinbourg en Russie. C'est un exemple typique de cimetière de forêt, tel qu'on les affectionne en Russie. En effet les tombes sont disposées le long d'allées sous de hautes futaies. Il doit son nom au village de Chirokaïa Retchka (Rivière Large) qui dépend de la municipalité en dehors du centre urbain.

## Historique et description
Le cimetière a été fondé en 1945, lorsque environ huit cents soldats et officiers de l'Armée rouge morts de leurs blessures ou de maladies, issus des hôpitaux de Sverdlovsk (nom de la ville à l'époque), y ont trouvé leur dernière demeure. Un mémorial a été érigé en leur honneur pour le trentenaire de leur inhumation en 1975. Le cimetière se situe à la limite ouest de la municipalité près de l'autoroute périphérique. Les tombes n'offrent pas d'intérêt artistique, mais l'endroit est un but de promenade fort agréable.
Les personnalités enterrées sont des notabilités locales, comme des ouvriers héros du travail socialiste de l'époque soviétique ; le père de Boris Eltsine, Nikolaï Ignatievitch Eltsine (1906-1977) ; des académiciens, comme le zoologiste Stanislav Schwartz (1919-1976) ; des physiciens ; le compositeur et chef d'orchestre Alexandre Friedländer ; le poète-photographe alternatif local Starik Boukachine (1938-2005) ; des universitaires et journalistes, etc.
Depuis 1995, afin de préserver l'endroit comme parc naturel de promenade, les inhumations sont uniquement réservées aux membres de familles possédant déjà une tombe, ou bien à certaines catégories de population, comme les familles de militaires morts pour la défense de la ville, les académiciens, artistes du peuple, ou membres de la haute administration. Ce cimetière est donc considéré localement comme ayant un caractère élitiste.
Dans les années 1990, juste après l'écroulement de l'URSS, des concessions ont été données à des hauts fonctionnaires de la police qui ont dû lutter contre des hommes d'affaires douteux ou des affaires criminelles. Leurs tombes se trouvent au bord de l'allée, dite « allée de la gloire ».
Une église de cimetière a été construite et consacrée en 2004. Elle est dédiée au bienheureux Marc le Fossoyeur de Kiev.

## Illustrations

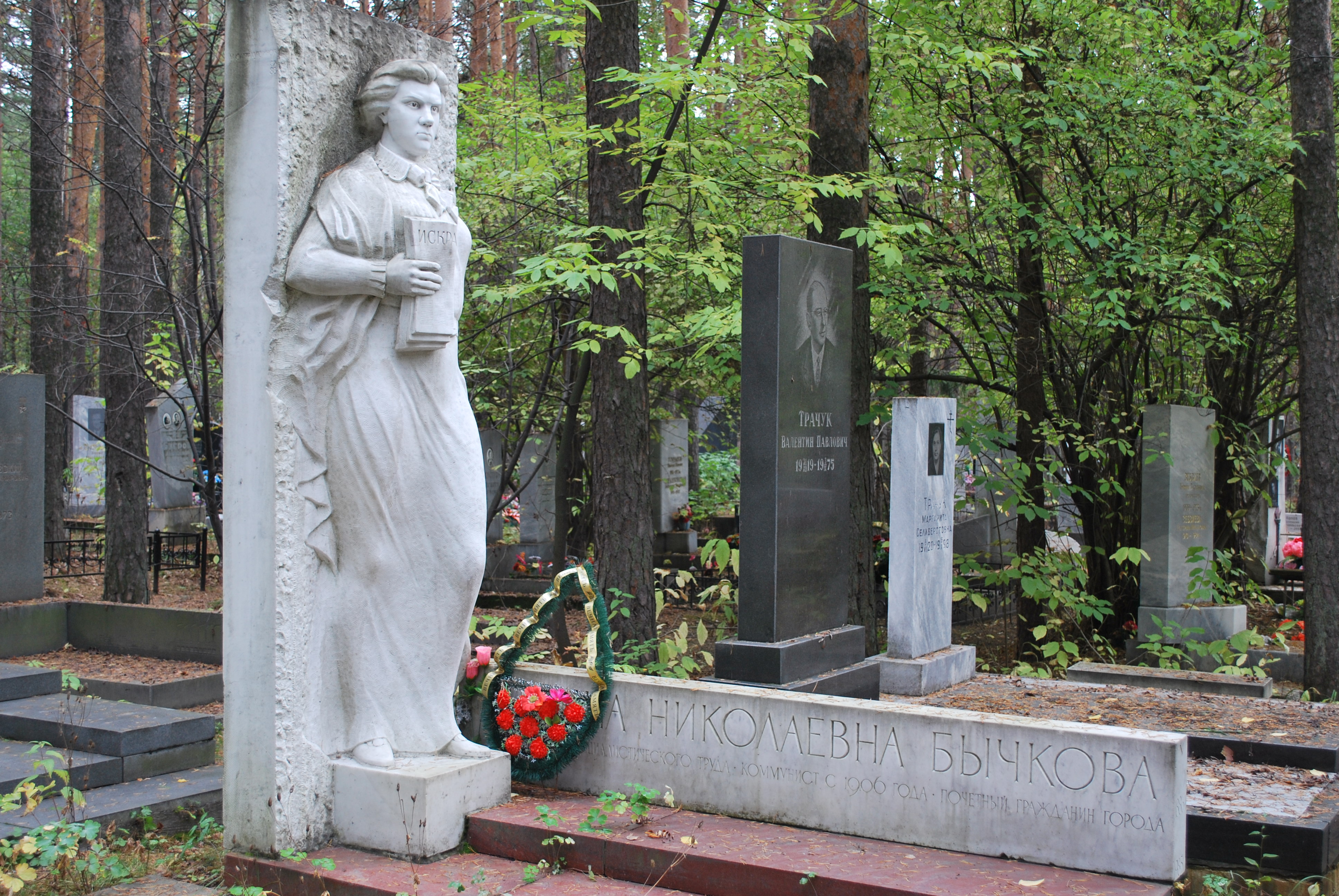
Statue sur sa tombe de l'ancienne présidente du conseil municipal de Sverdlovsk, Anna Nikolaïevna Bytchkova
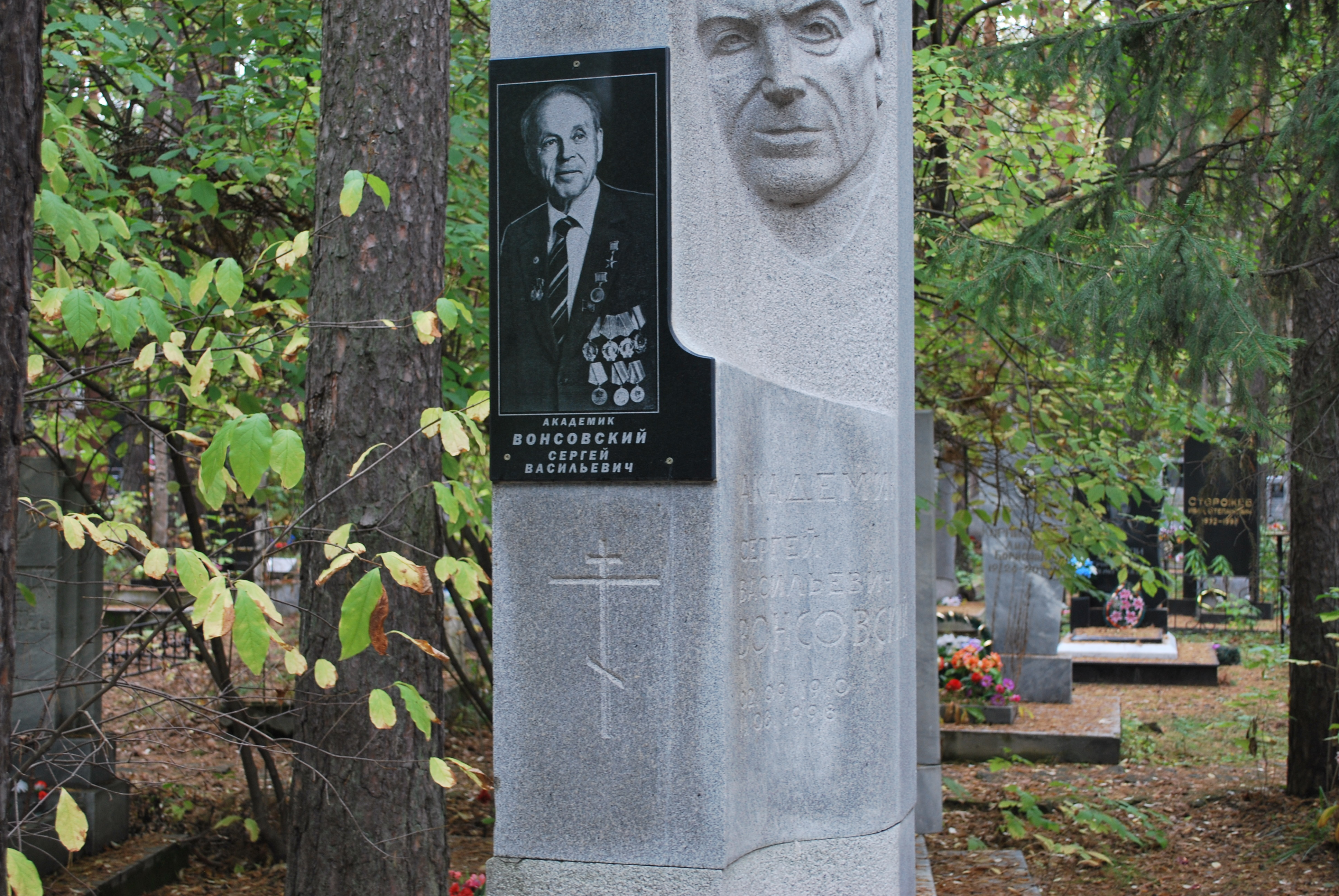
Stèle funéraire avec ronde-bosse de l'académicien Sergueï Vonsovski
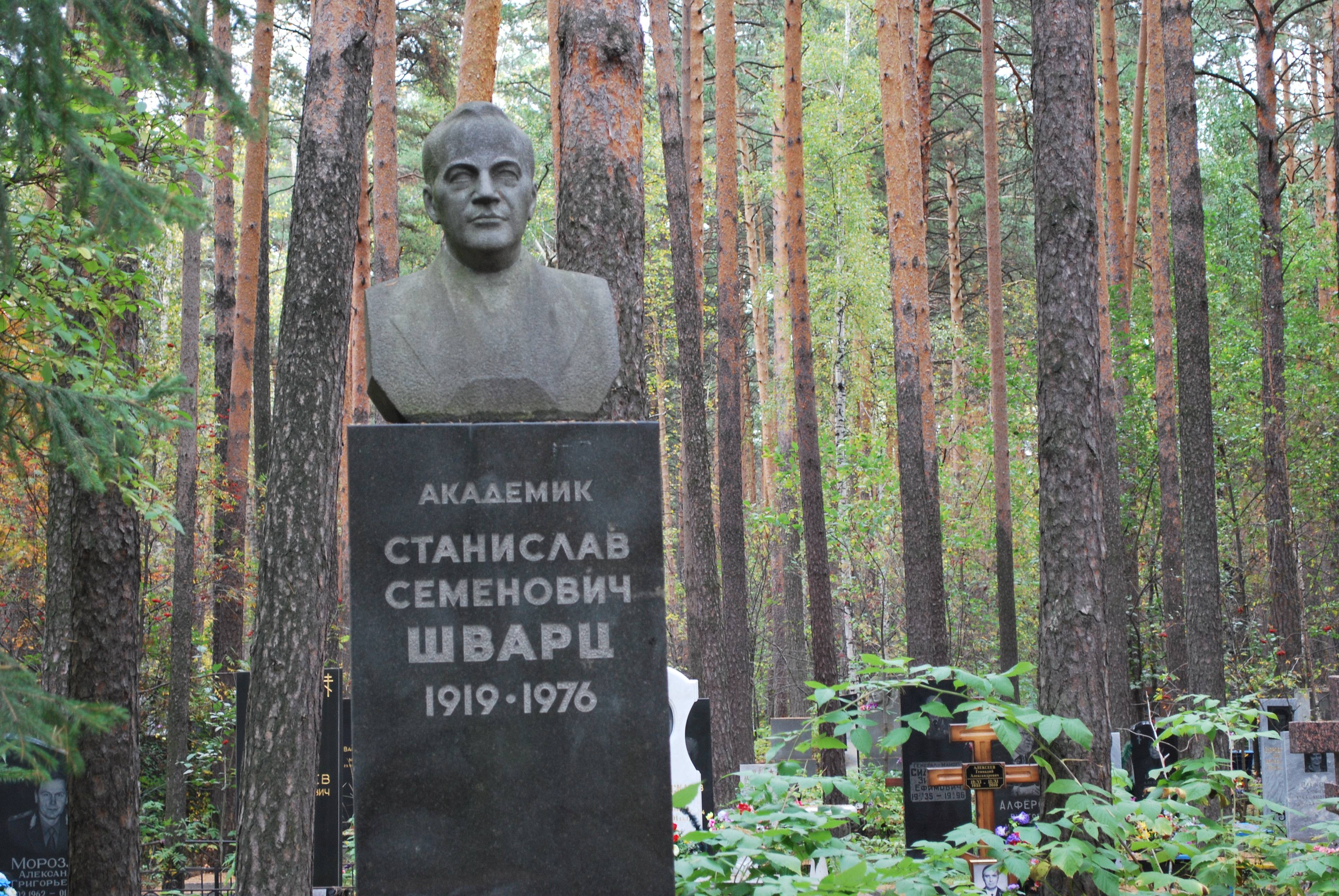
Buste de l'académicien Stanislav Schwartz
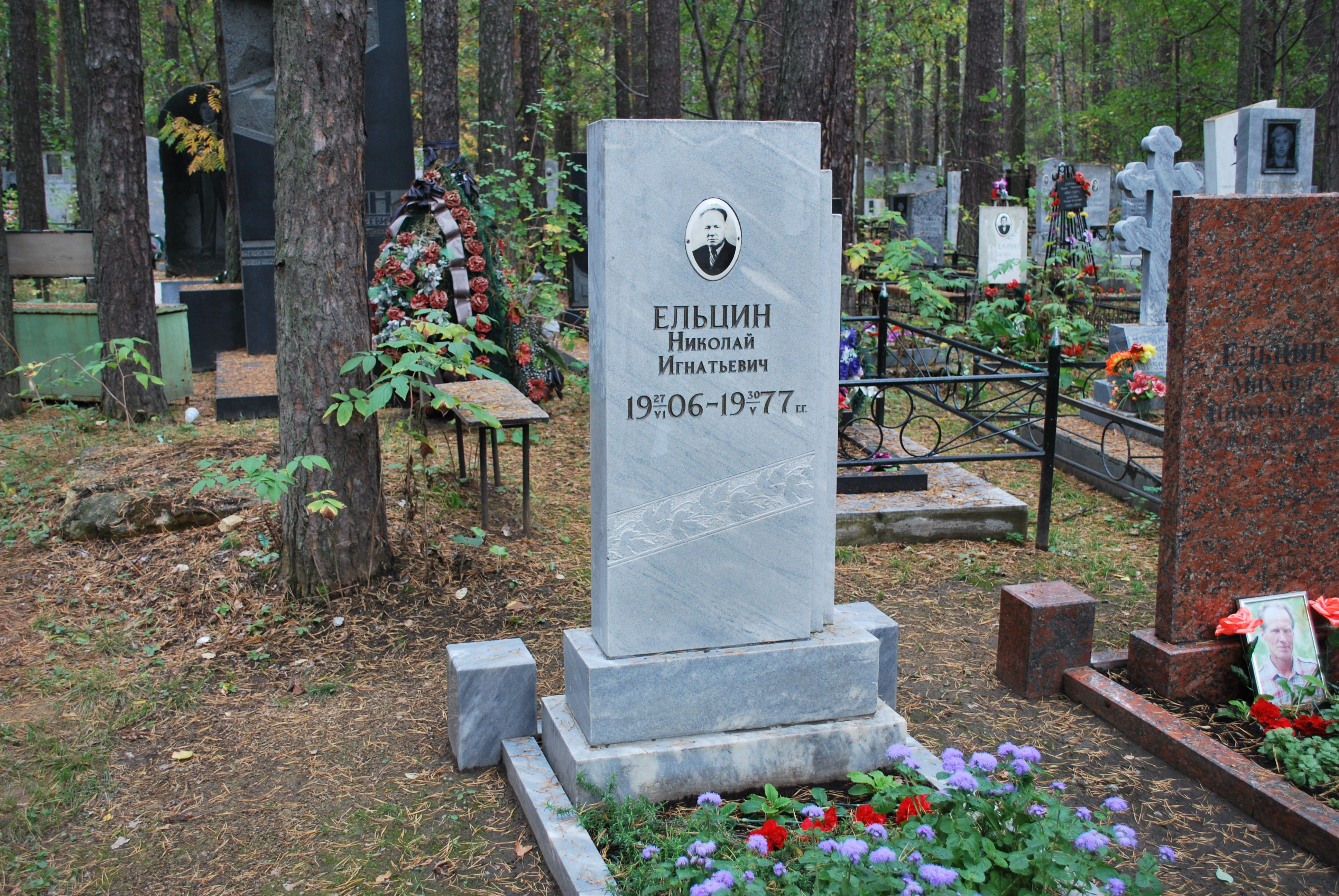
Tombe du père de Boris Eltsine
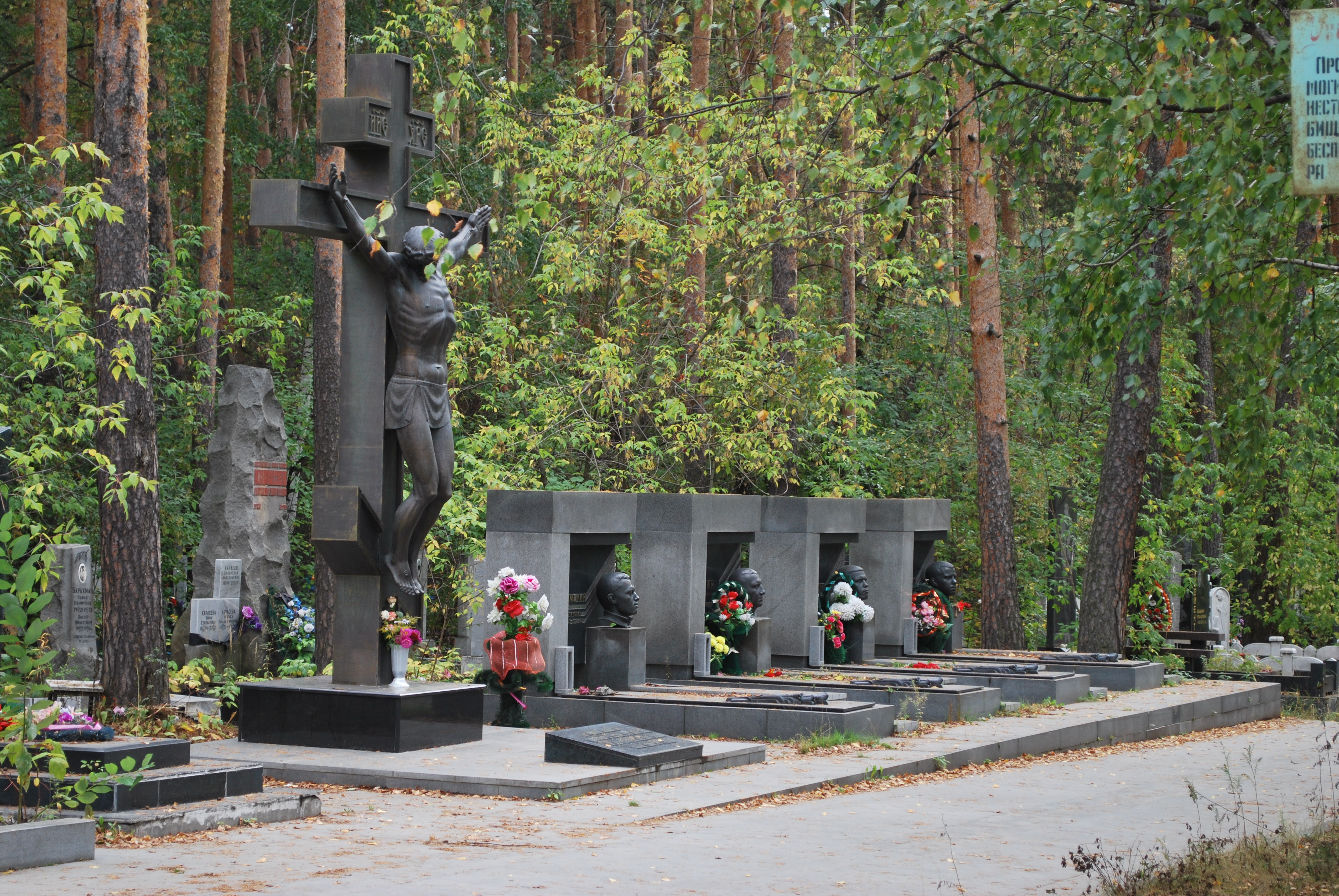
Vue de l'« allée de la gloire »
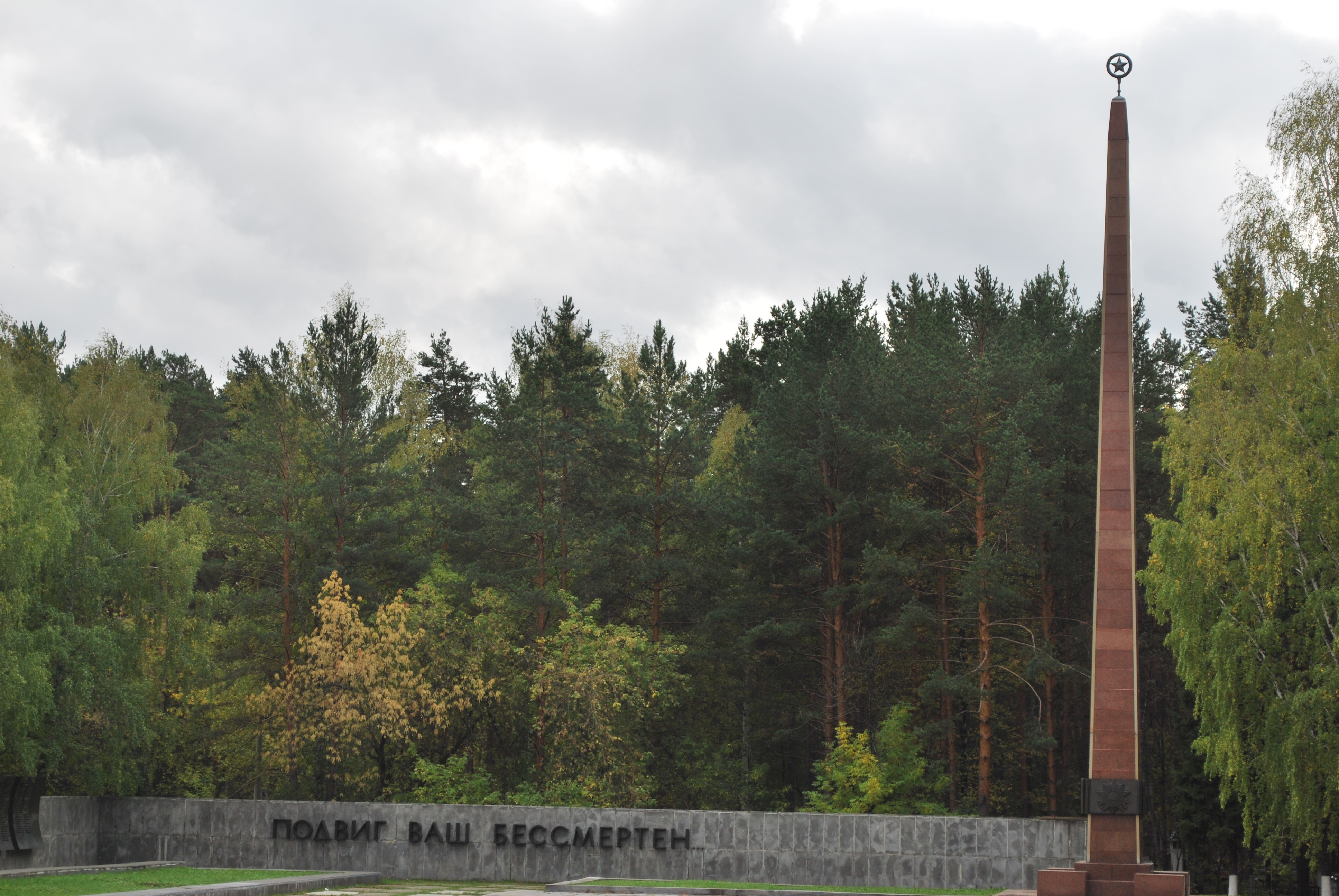
Mémorial militaire

## Source
- (ru) Cet article est partiellement ou en totalité issu de l’article de Wikipédia en russe intitulé « Широкореченское кладбище » (voir la liste des auteurs).